# Paranthura brucei
Paranthura brucei är en kräftdjursart som beskrevs av Negoescu 1999. Paranthura brucei ingår i släktet Paranthura och familjen Paranthuridae. Inga underarter finns listade i Catalogue of Life.